# Monestir de Santa María de Montederramo
El Monestir de Santa María de Montederramo és un antic monestir i església de culte catòlic situat al municipi de Montederramo, a la província d'Ourense, a la zona de la Ribeira Sacra.
Fundat al segle x, el temple va pertànyer a l'Orde de Sant Benet i posteriorment a l'Orde del Cister. Durant segles es va considerar un dels monestirs gallecs de major poder econòmic i social, fins que es va produir la desamortització de Mendizábal.
L'edificació és considerada bé d'interès cultural des de 1951. La façana de l'església, acabada el 1607, és un exemple d'estil herrerià a Galícia.

## Galeria fotogràfica

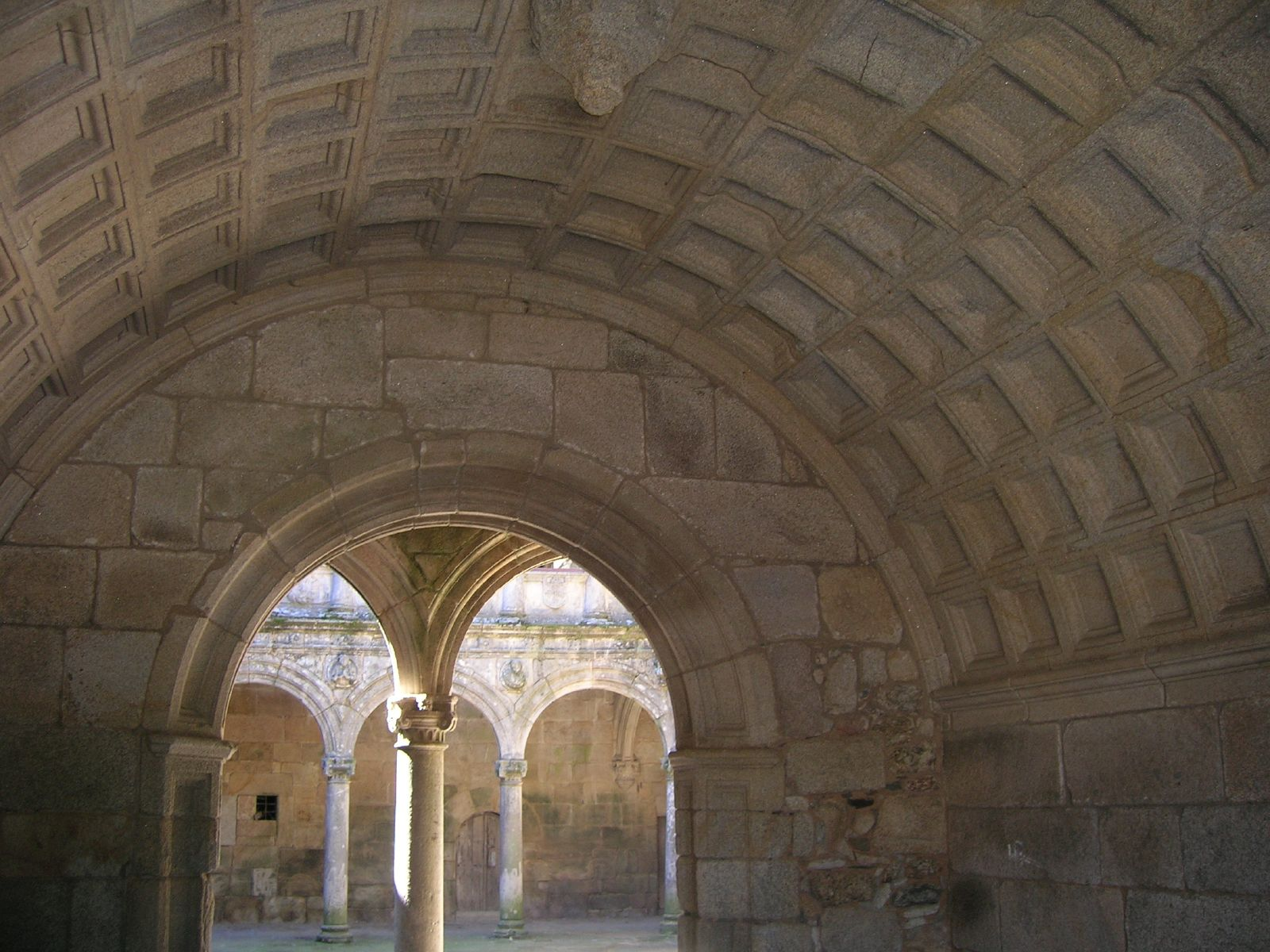
Pas amb volta entre l'entrada i el claustre
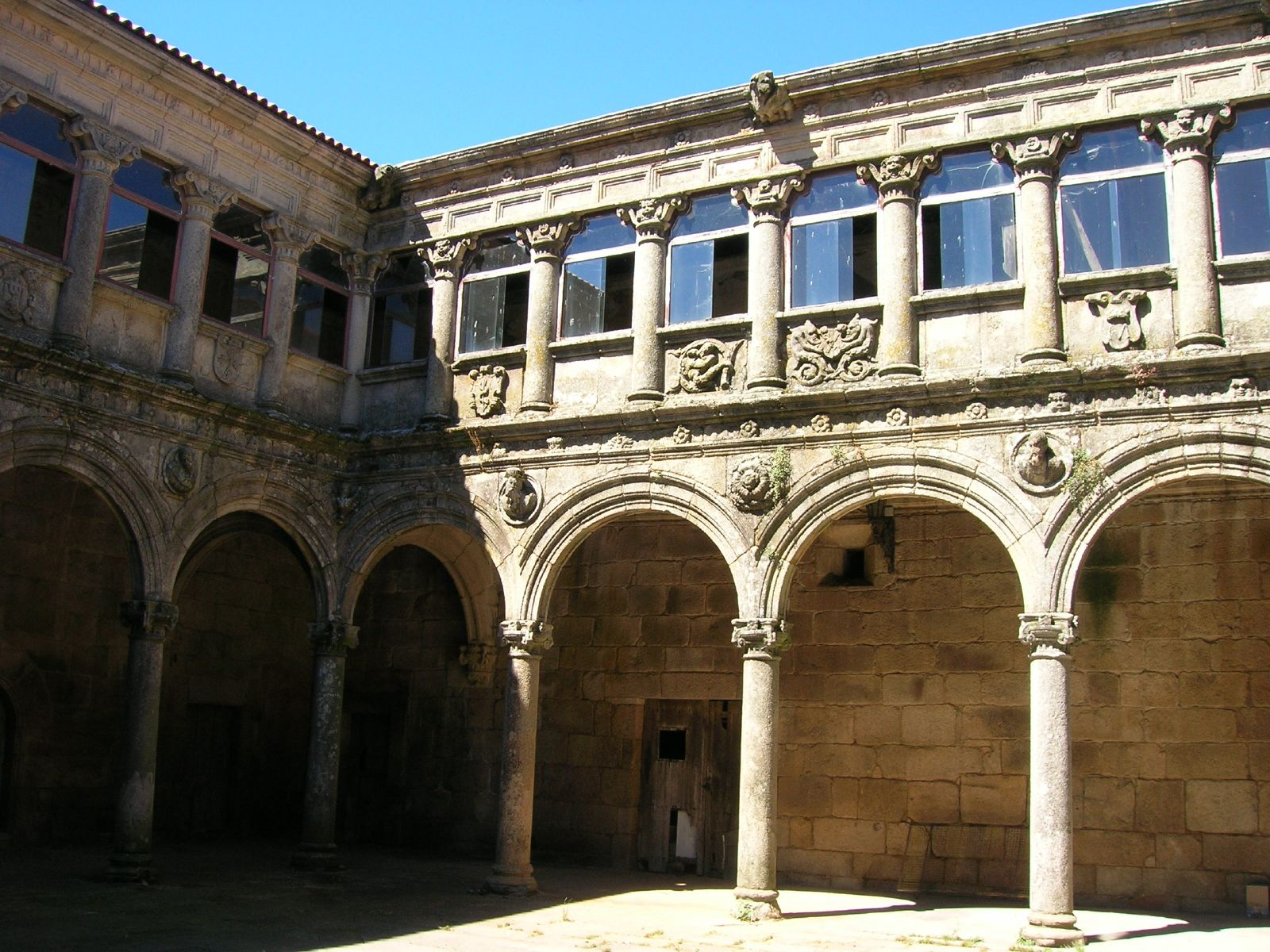
Claustre de la porteria
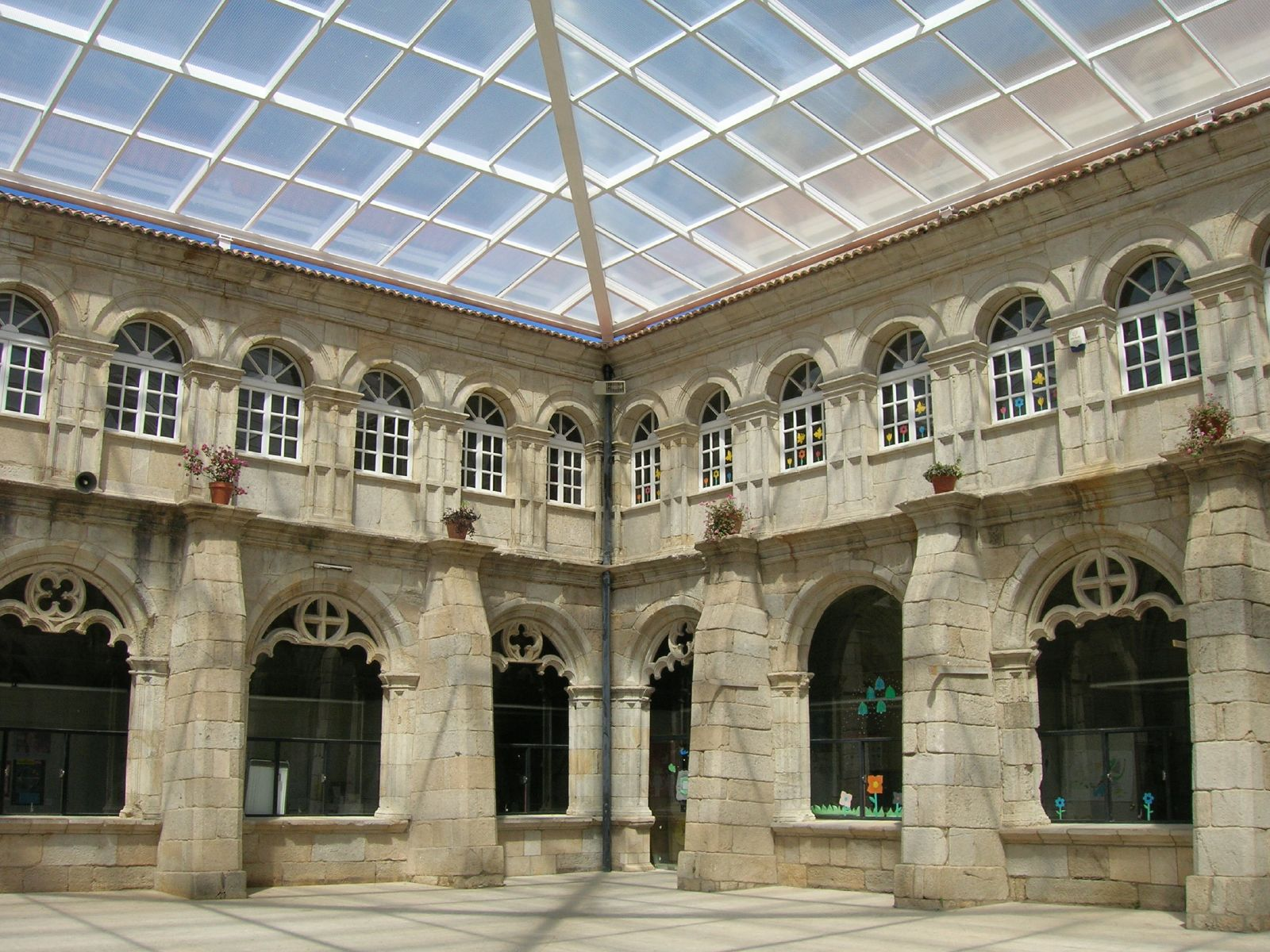
Claustre reglar
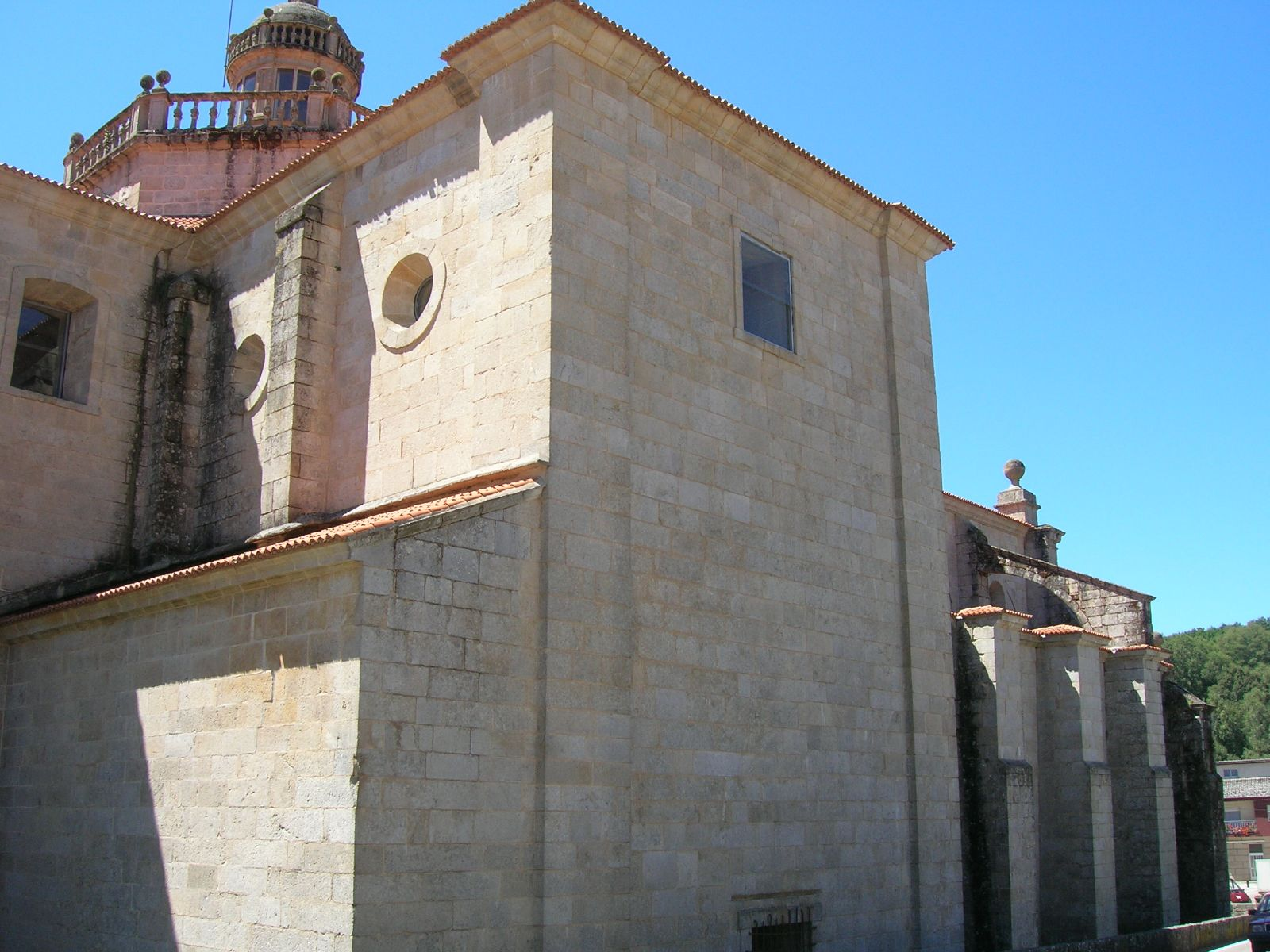
Façana nord de l'església
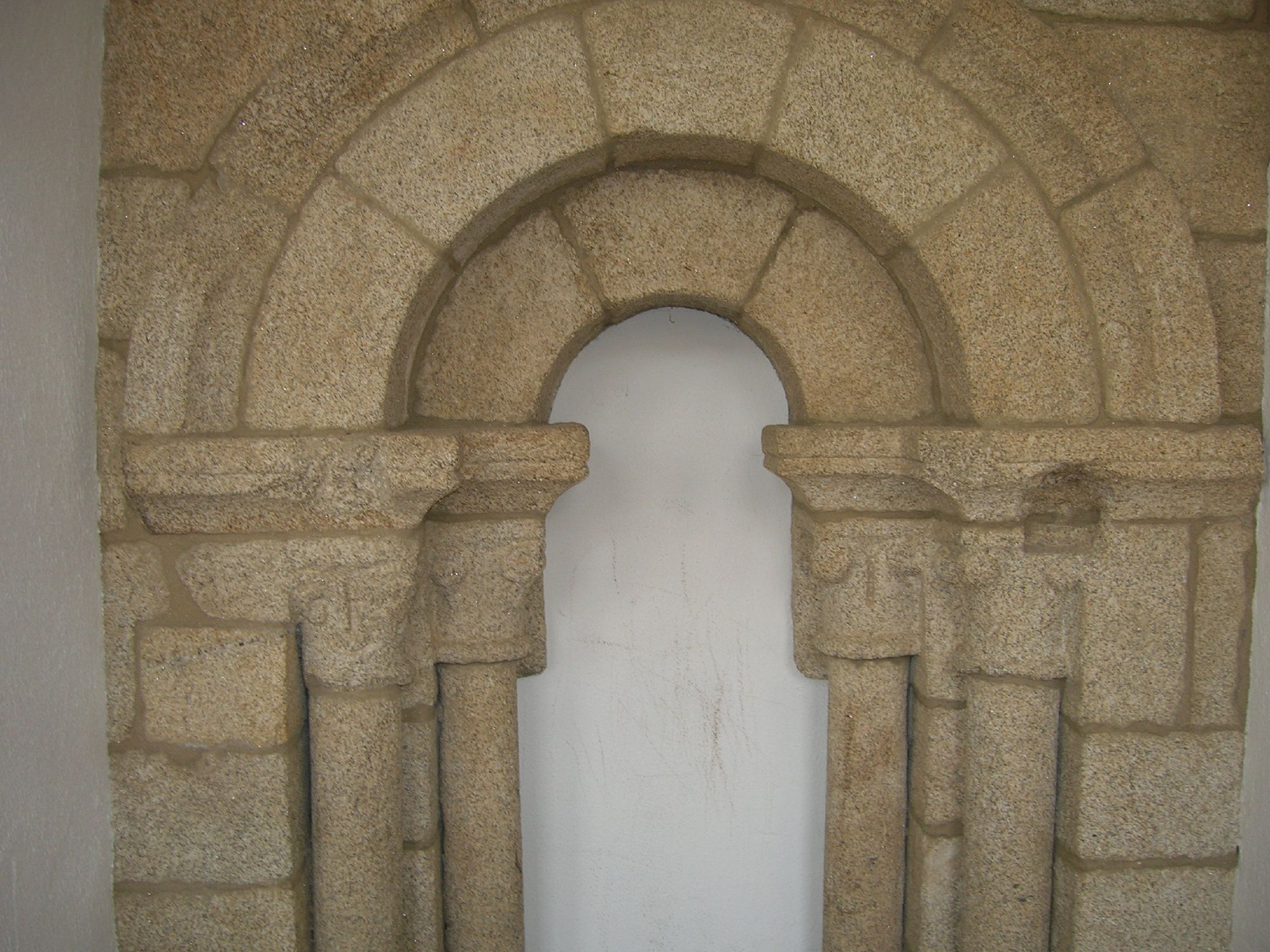
Finestra romànica